# شحادة الخوري
شحادة الخوري (ولد سنة 1924 - وتوفي سنة 2016) باحث وكاتب ومترجم سوري، عضو مجمع اللغة العربية بدمشق، وعضو اتحاد الكتَّاب العرب.

## دراسته ووظائفه
تخرج في جامعة دمشق كلية الحقوق سنة 1947م، ونال أيضًا شهادة جامعية في اللغة العربية سنة 1957م. 
تولى عدَّة وظائف في وِزارة الشؤون الاجتماعية والعمل بدمشق من 1961-1969 م. ثم انتقل إلى وِزارة التعليم العالي عقب إحداثها، فعمل مترجمًا ومؤلفًا، ثم مديرًا للترجمة والتأليف والنشر فيها، فأشرف على تنفيذ برنامج ريادي لإصدار مراجع جامعية ترفد التعليم العالي المعرَّب في سورية والوطن العربي 1969-1981 م. اختير خبيرًا لوَحدة الترجمة بإدارة الثقافة في المنظمة العربية للتربية والثقافة والعلوم التابعة لجامعة الدول العربية (تخطيط وتنسيق) 1981-1989 م. عضو في اتحاد الكتاب العرب منذ تأسيسه، وعضو مجمع اللغة العربية منذ عام 2002 م خلَفًا للدكتور مسعود بوبو بعد وفاته.

## مؤلفاته
من أهم مؤلفاته وترجماته:
1. حول المرأة (بالاشتراك)، دمشق، ط1، 1947م، ط2، 1977م.
2. تاريخ الأمة العربية من الجاهلية حتى اليوم وتاريخ المخترعات (كتاب مدرسي) (بالاشتراك)، حلب، 1949م.
3. الأدب في المَيدان، دمشق، 1950م.
4. الحرس الفتي (جزءان) (تأليف ألكسندر فادييف) (ترجمة بالاشتراك)، دار الفارابي، بيروت، 1954م، 1955م.
5. فصول في الأدب والاجتماع والتربية والثقافة والحياة العامة، دمشق، 1956م.
6. الاتجاهات الرئيسية للبحث في العلوم الاجتماعية والإنسانية (ترجمة فصول منه)، وزارة التعليم العالي، 1977م.
7. التجديد في تدريس العلوم (ترجمة بالاشتراك)، وزارة التعليم العالي، 1984م.
8. دراسات عن واقع الترجمة في الوطن العربي (في جزأين) 1985م.
9. تعريب التعليم الطبي والصيدلي في الوطن العربي، دار الرائد العربي، بيروت، 1987م.
10. دليل المترجمين ومؤسسات الترجمة والنشر في الوطن العربي، 1987م.
11. الترجمة قديمًا وحديثًا، دار المعارف بسُوسة، تونس، 1987م.
12. دراسات في الترجمة والتعريب والمصطلح (ج1)، دار الطليعة الجديدة، دمشق، 1989م.
13. المعجم العربي الأساسي، المنظمة العربية للتربية والثقافة والعلوم (مراجعة)، 1989م.
14. القضية اللغوية في الجزائر وانتصار اللغة العربية، 1991م.
15. المحيط: معجم اللغة العربية، ثلاثة مجلدات (بالاشتراك)، دار المحيط، باريس، 1992م.
16. دراسات في الترجمة والتعريب والمصطلح (ج2)، دار الطليعة الجديدة، دمشق، 2001م.
17. قصة الأيام والشهور والأرقام وتسمياتها، دار الطليعة الجديدة، دمشق، 2001م.
18. القدس في مواجهة الخطر، دار الطليعة الجديدة، دمشق، 2001م.
19. أوراق ثقافية، دار الطليعة الجديدة، دمشق، 2001م.
20. دراسات في الترجمة والتعريب والمصطلح (ج3)، دار الطليعة الجديدة، دمشق، 2006م.
21. أوراق ثقافية (ج2)، وزارة الثقافة، الهيئة العامة السورية للكتاب، 2012م.
22. دراسات في الترجمة والتعريب والمصطلح (ج4)، دار الطليعة الجديدة، دمشق، 2013م.
23. موضوعات وطنية، 2013م.
24. الأسريات، 2013م.
25. الشعر، 2013م.
26. حياتي في صفحات، 2014م.
27. معجم ألفاظ الحضارة- الجزء الأول (المِهَن والحِرَف والمنزل والملابس) (بالمشاركة)، مطبوعات مجمع اللغة العربية بدمشق، 2014م.[2]

## وفاته
توفي يوم الأحد في 17 ذي الحِجَّة 1437هـ الموافق 18 سبتمبر (أيلول) 2016م.